# Demain, c'est loin
Pour l’article homonyme, voir Demain, c'est loin (film).
Pistes de L'École du micro d'argent
Libère mon imagination
Demain, c'est loin est une chanson du groupe de rap français IAM, sortie en 1997 sur l'album L'École du micro d'argent. Akhenaton et Shurik'n y rappent durant 9 minutes sur un beat âpre, sans refrain.
Devenue une « référence culte », le morceau a été classé première au top 100 des classiques du rap français de l'Abcdr du son. Le Temps le qualifie de « peut-être le plus grand morceau rap jamais enregistré en France. »

## Conception
Produit par Shurik'n et Imhotep (avec des arrangements de Kheops), le morceau était initialement prévu pour l'album solo du premier (Où je vis), sorti l'année d'après. Finalement, Akhenaton ayant un texte qui collait parfaitement avec celui de Shurik'n, le morceau a été intégré à L’École du micro d'argent. L'enregistrement s'est fait en fin de session, en parallèle du morceau Nés sous la même étoile. 
Akhenaton expliquera plus tard : « à l’époque, personne n’avait fait ce genre de morceau, très long, totalement hors format. Nous, on voulait aller dans la direction des morceaux de soul qu’on écoutait, comme ceux d’Isaac Hayes, qui pouvaient durer huit minutes. »
Et Kheops d'ajouter : « les maisons de disques voulaient des morceaux formatés d’une durée définie. Pour les emmerder bien sûr, on a voulu faire un morceau de neuf à dix minutes. Mais le but du jeu était surtout d’enregistrer les couplets en intégralité en une prise et, surtout, sans refrain. »

## Analyse et description
Hors format de par sa durée de 9 minutes, la première partie du texte est écrite en anadiplose, chaque phrase commençant par le dernier mot de la précédente. Ce morceau a la particularité de contenir de nombreux bruitages en rapport avec le texte, lui donnant une réalité encore plus frappante.